# 立石寛司
立石 寛司（たていし かんじ、1827年（文政10年6月） - 1894年（明治27年）1月10日）は、日本の政治家、衆議院議員（2期）。

## 経歴
長崎県出身。剣術、砲術、兵学を学ぶ。肥前藩大砲鋳造奉行、大小姓を務める。のち、戸長、長崎県会議員、同常置委員、同副議長、衛生委員、徴兵参事員、県立学校商議員となる。
1890年の第1回衆議院議員総選挙において長崎4区から自由党公認で立候補して当選する。1892年の第2回衆議院議員総選挙で再選した。1893年の暮れに衆議院が解散となったが、1894年の第3回衆議院議員総選挙を前に死去した。